# 뉴 프론티어 호텔 앤드 카지노

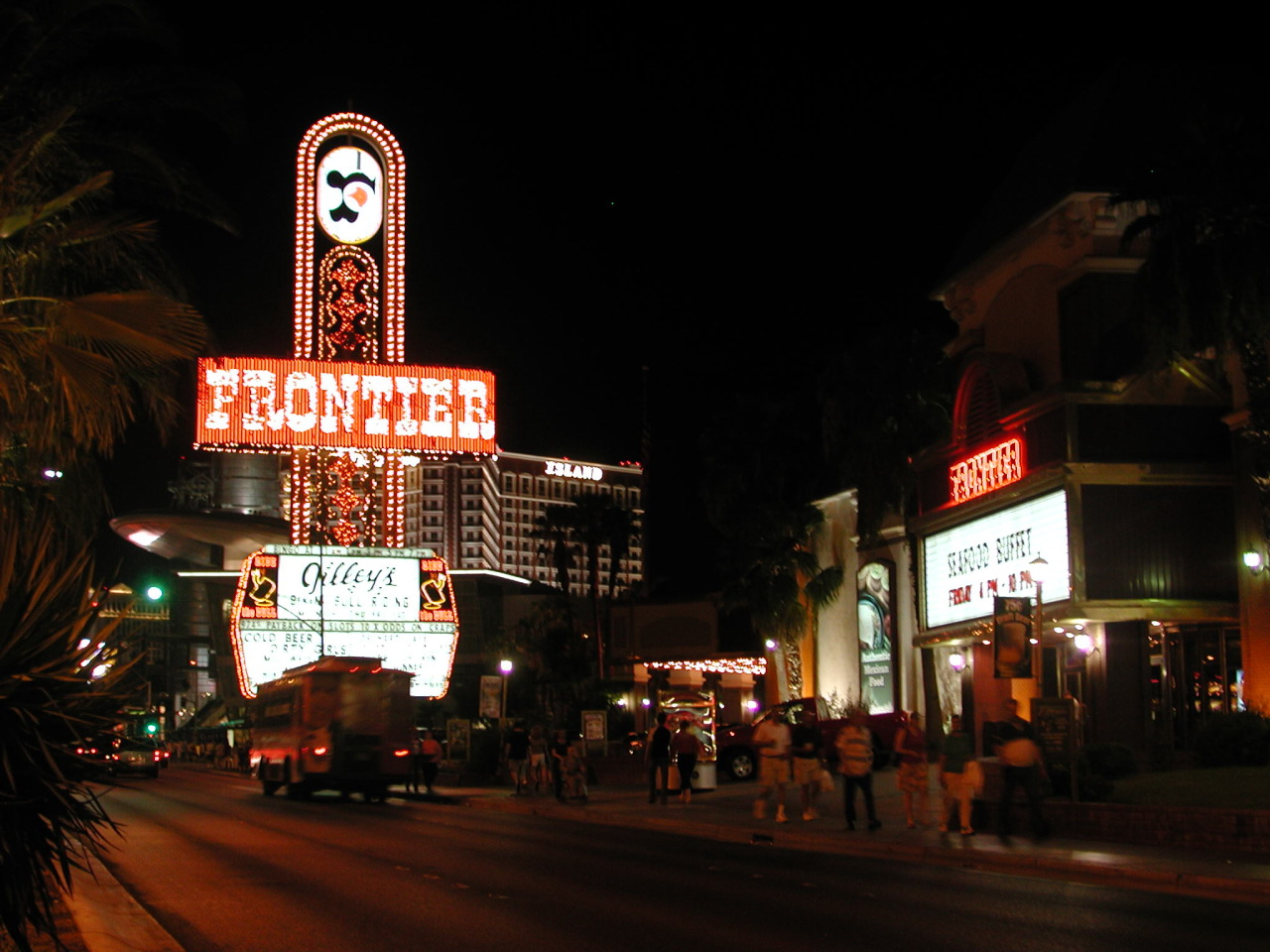

뉴 프론티어 호텔 앤드 카지노(New Frontier Hotel and Casino)는 미국 라스베이거스 스트립에 있는 카지노 시설을 갖춘 복합 호텔로, 1942년 준공되었다가 2007년 7월 16일에 영업이 전면 종료되었다. 이후 2007년 11월 13일, 발파 해체공법에 의해 철거되었다.

## 개요
이 호텔은 원래 엘비스 프레슬리의 데뷔 공연을 유치한 곳으로도 유명한 호텔이었으며, 철거한 뒤에는 50억 달러 규모의 리조트로 다시 지을 예정이며, 3500여개의 객실과 카지노 시설, 공연장을 갖춘 초특급 호텔로 재건축될 예정이다.

## 연혁
- 1942년 라스베이거스 스트립 지역에 세워진 2번째 호텔
- 1956년 4월 23일 엘비스 프레슬리의 최초 노래 공연 장소로 유명
- 1967년 하워드 휴즈에 인수
- 1988년 Margaret Elardi에 인수
- 1998년 필 러핀이 1억 6700만$에 인수되어 운영[2]
- 2014년, 크라운 리조트는 그 부지를 2억 8천만 달러에 매입하고 오크트리 캐피탈 매니지먼트와 파트너십을 체결했다.[3][4][5] 1년 후, 그들은 Alon Las Vegas라는 카지노 리조트를 건설할 계획을 발표했다. 그러나 크라운 리조트는 2016년에 프로젝트에서 철수했고,[6] 결국 프로젝트는 취소되었다.[7]

## 주요 시설
- 객실 : 1,388실 (404개의 스위트룸 포함)
- 편의시설 : 풀장, 컨벤션센터,기프트 샵, 비즈니스 센터, 뷔페급 레스토랑[2]

## 같이 보기
- 라스베이거스 스트립
- 라스베이거스